# Kostel Povýšení svatého Kříže (Vinoř)
Kostel Povýšení sv. Kříže ve Vinoři je nejvýznamnější barokní památkou Vinoře a jejího okolí. Je chráněn jako kulturní památka České republiky.

## Historie
Původně zde stál dřevěný kostel, který vyhořel a byl nahrazen kamennou románskou stavbou tribunového typu, z níž se dochovalo pouze zdivo věže. V letech 1727-1728 byl kostel barokně přestavěn architektem F.M. Kaňkou (obě postranní lodě). Tato barokní přestavba byla posledním rozsáhlejším zásahem do architektury kostela.
V interiéru kostela jsou zachovány varhany z roku 1781 a další cenné artefakty. Na hlavním oltáři je obraz Povýšení sv. Kříže, (dílna Ignáce Raaba) a sochy sv. Václava a sv. Ludmily.
Na náměstí před kostelem je sousoší sv. Jana Nepomuckého od Ignáce Františka Platzera (1755). Do roku 1805 byl kolem kostela hřbitov. Od tohoto roku se pohřbívá na novém hřbitově v ulici Mladoboleslavská, založeném ve 2. polovině 18. století.

## Galerie

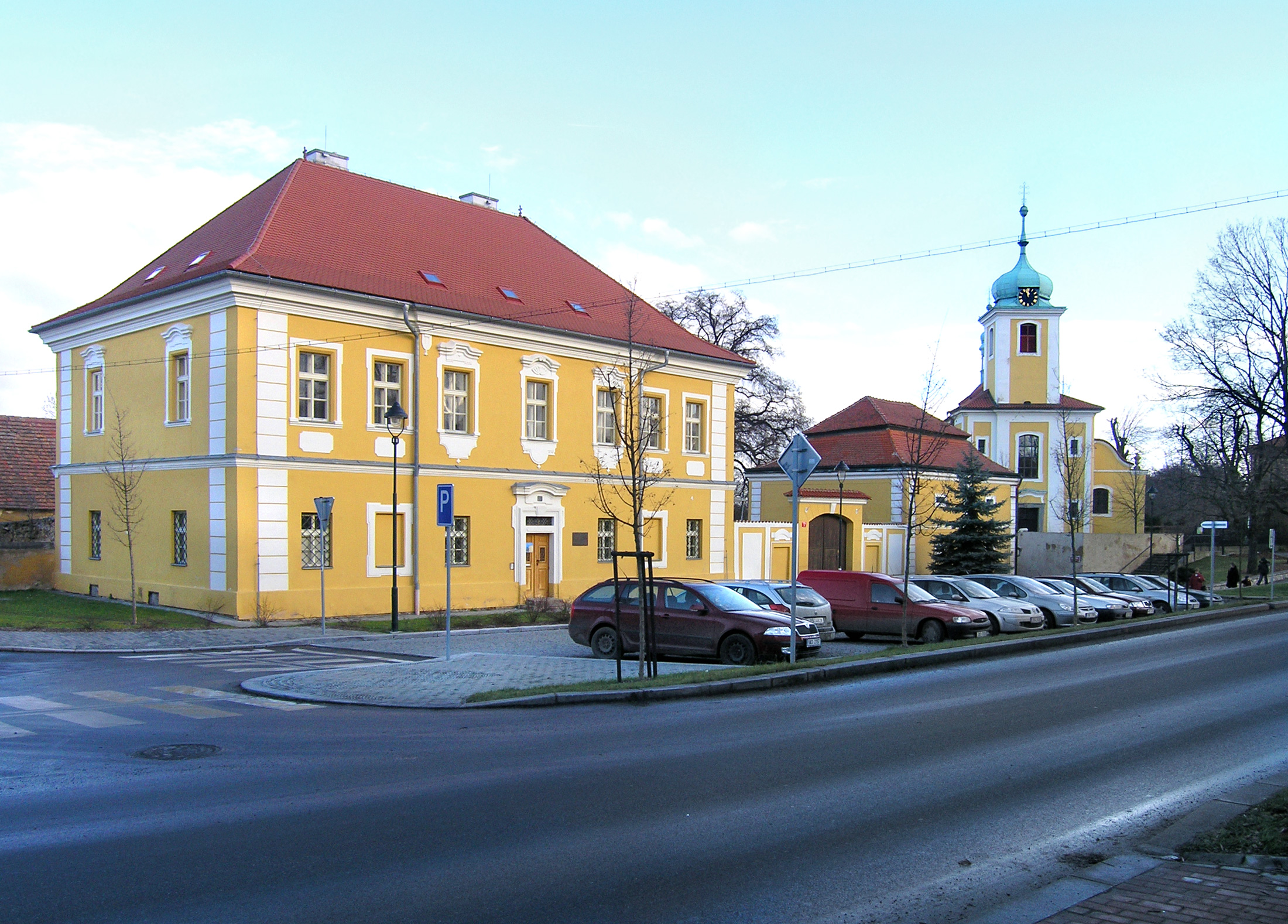
Kostel s farním komplexem
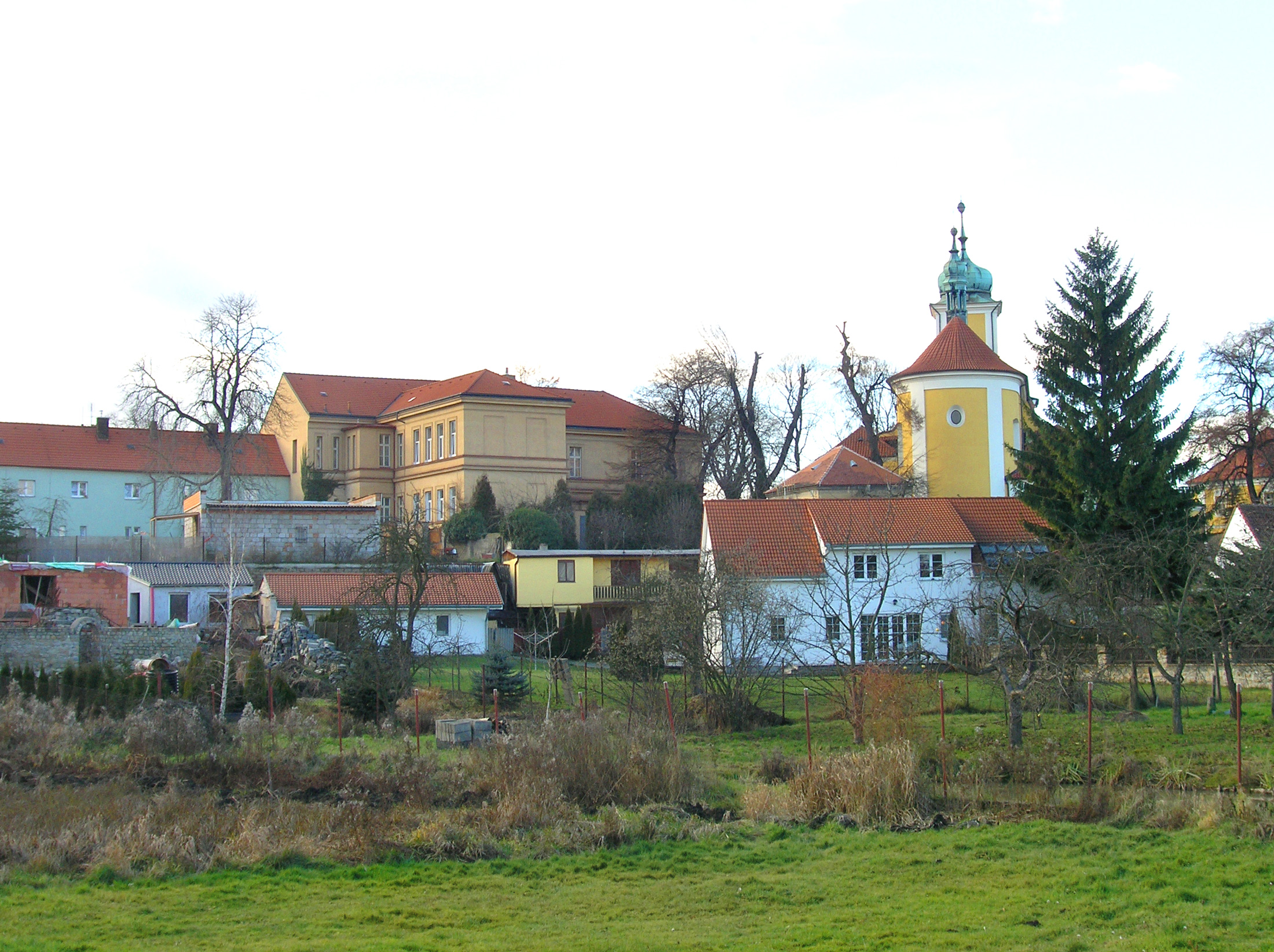
Zakončení kostela ve Vinoři
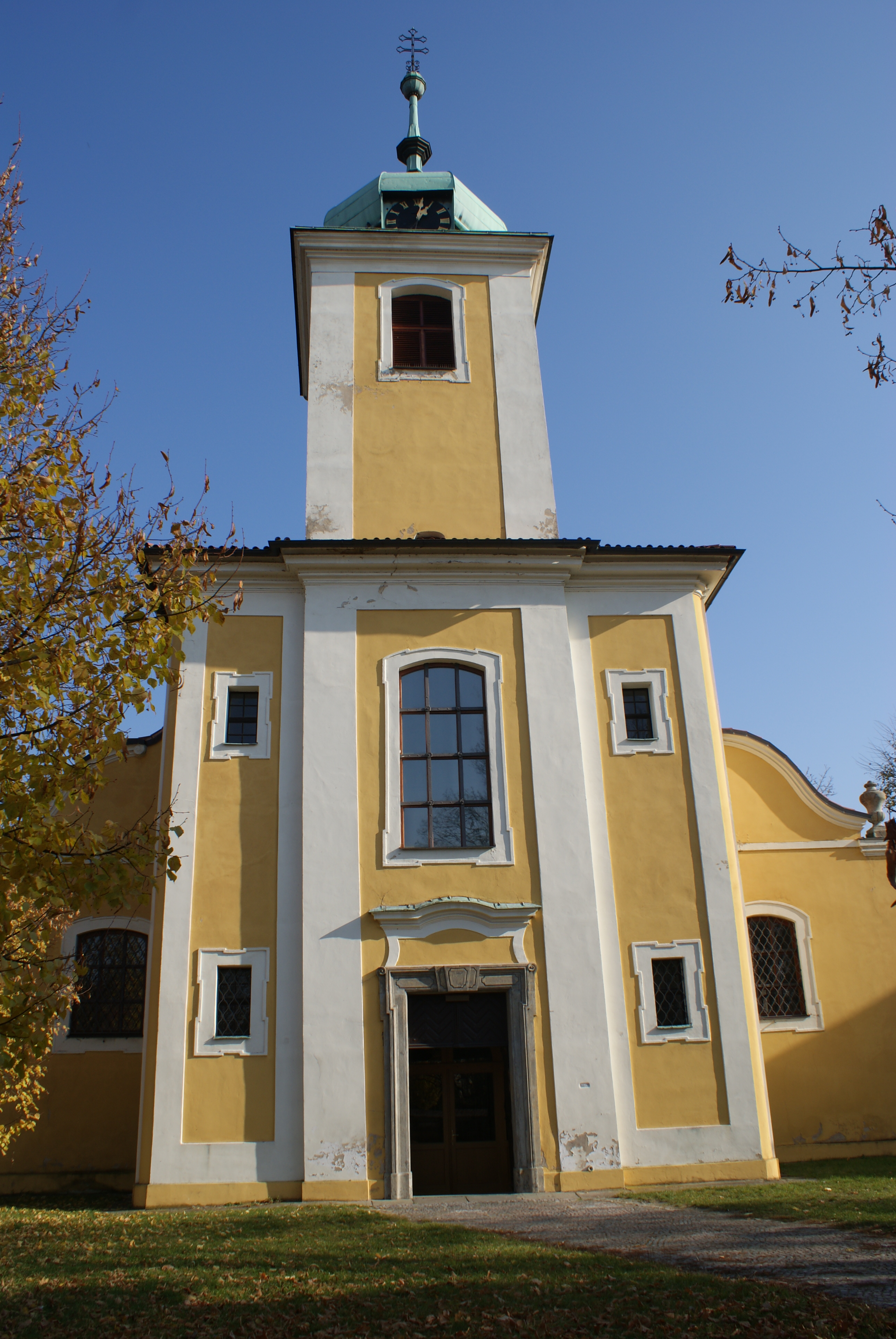
Průčelí kostela Povýšení sv. Kříže
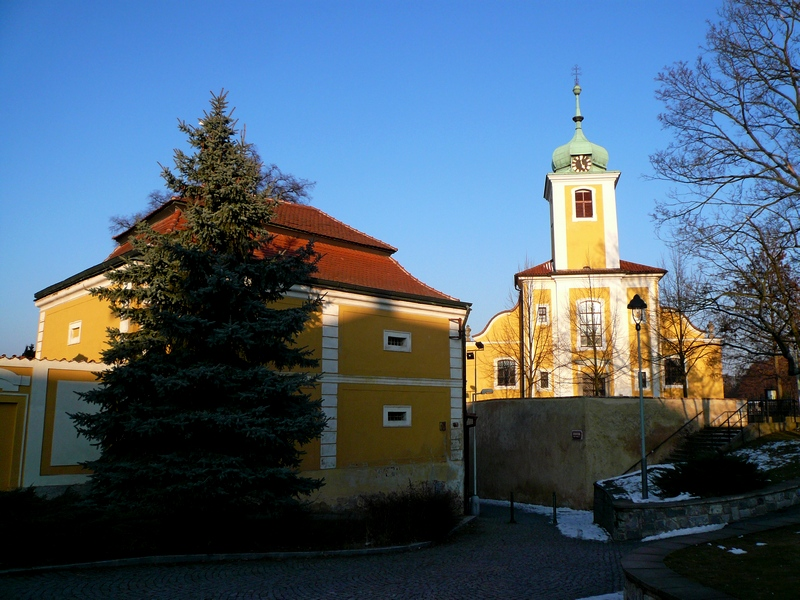
Celkový pohled na kostel Povýšení sv. Kříže